# Wayne Brady
Wayne Alphonso Brady (Columbus, 2 giugno 1972) è un comico, conduttore televisivo, attore, doppiatore e produttore televisivo statunitense, che partecipa regolarmente alla versione statunitense della serie televisiva comica di improvvisazione Whose Line Is It Anyway?.
È stato l'ospite fisso di The Wayne Brady Show, di Don't Forget the Lyrics! e di Let's Make a Deal sin dal suo revival del 2009. Si è anche esibito nel musical vincitore del Tony Award, Kinky Boots, a Broadway, nel ruolo di Simon - che è anche la drag queen Lola - da novembre 2015 a marzo 2016, e come James Stinson nella serie televisiva statunitense How I Met Your Mother.
Brady ha ricevuto in totale 16 candidature agli Emmy Award, vincendoli per la prima volta per Whose Line? nel 2003, e altre due volte nell'anno seguente per il talk show The Wayne Brady Show. Tutte le sue successive candidature agli Emmy sono state per Let's Make a Deal, per il quale ha vinto altri due premi. È stato candidato anche per un Grammy Award, nel 2009, per "Best Traditional R & B Vocal Performance", per la sua cover della canzone, di Sam Cooke, "A Change Is Gonna Come".

## Biografia
Nato a Columbus in Georgia, da genitori caraibici, e da bambino si è trasferito a Orlando, in Florida, per vivere con la nonna e la zia. Brady si riferisce a sua nonna, Valerie Petersen, come alla sua "mamma", visto che è stata lei a crescerlo.
A 16 anni ha iniziato a recitare nel teatro della comunità locale, SAK Comedy Lab, dove ha iniziato a sviluppare le sue abilità di improvvisazione. Ha frequentato la Dr. Phillips High School di Orlando, dove si è diplomato nel 1989. Nel 1990 si è iscritto all'Università di Miami. Nel 1996 si è trasferito a Los Angeles dove ha continuato a migliorare le sue doti di recitazione.
Brady è apparso per la prima volta sulla televisione nazionale come concorrente fisso nel concorso di sketch comici Kwik Witz, dal 1996 al 1999, apparendo più spesso assieme a Frank Maciel. Successivamente è stato uno degli interpreti di improvvisazione teatrale nella versione originale (britannica) di Whose Line Is It Anyway?, insieme a Ryan Stiles, Colin Mochrie e il conduttore Clive Anderson, nel 1998, quando è stata girata l'ultima stagione a Hollywood, dopo di che è diventato un personaggio fisso nella versione statunitense, condotta da Drew Carey, che è stata la sua prima apparizione televisiva negli Stati Uniti.
Nel 2003, ha vinto un Primetime Emmy Award per Outstanding Individual Performance in a Variety or Music Program per il suo lavoro nello show, l'unico a vincere il premio per una serie televisiva, contro uno speciale, dal 1993 quando lo vinse Dana Carvey.
Nel 2001 ha continuato a recitare nel suo spettacolo di varietà della ABC, The Wayne Brady Show, e in un talk show giornaliero, con lo stesso nome, nel 2002, il quale è andato in onda per due stagioni e ha vinto quattro Daytime Emmy Awards, due dei quali andati a Brady come miglior presentatore di talk show. Brady è stato guest star in The Drew Carey Show nel 1999 e nel 2000 ha preso parte a "Drew Live" e "Drew Live II". Nello show, Brady ha impersonato diversi ruoli, da Whose Line Is It Anyway?, per i due episodi con altri personaggi.
Nel 2004 ha partecipato alla ripresa, a Broadway, del musical Chicago, interpretando il ruolo dell'avvocato Billy Flynn. È apparso brevemente nell'episodio finale della stagione 2004 della commedia Reno 911!. Ha recitato nella serie di successo Stargate SG-1, su Sci Fi Channel, nel ruolo di Trelak. Ha fatto un'apparizione in Chappelle's Show, facendo dell'autoironia.
Ha scritto e cantato la sigla della serie animata Disney The Weekenders. Nel 2005, ha cantato e registrato la canzone Disney originale di Jim Brickman "Beautiful" (una cover di "Beautiful As You" del 2002 di All-4-One) e la sua versione natalizia.
Nel 2006, è diventato il presentatore di That's What I'm Talking About di TV Land, un talk show sul ruolo degli afro-americani nell'industria dell'intrattenimento. Dal 29 agosto al 29 settembre 2006, ha condotto lo spettacolo della Fox Celebrity Duets.
È apparso come ospite nella sitcom della CBS How I Met Your Mother, interpretando James Stinson, il fratello gay del personaggio di Neil Patrick Harris, Barney Stinson. È anche stato guest star nello spettacolo di MTV Wild 'N Out, e ha prestato la sua voce allo spettacolo Adult Swim Robot Chicken.
È stato attore ospite nella commedia della CBC Getting Along Famously insieme alla sua collega in Whose Is It Anyway? , Colin Mochrie. È anche apparso nell'episodio "You Don't Know Jack" dello show televisivo Dirt, e ha anche recitato in 30 Rock nel ruolo di Steven Black, nel quale Liz Lemon ha ricevuto la segnalazione ai Source Awards. Ha condotto lo spettacolo VH1 di breve durata, Vinyl Justice nel 1998. Nel 2007, ha recitato nel film della ABC Family, The List. Ha recitato in Flirt, una commedia pilota che non è stata ripresa dalla rete.
Ha recitato nel ruolo del fratello minore di Julius Rock, Louis, nella sitcom Everybody Hates Chris, e ha condotto uno spettacolo di canzoni dal titolo Don't Forget the Lyrics! su Fox fino alla sua cancellazione nel giugno 2009. Ha interpretato "Wayne Brady: Making $%!^ up" al Venetian Hotel di Las Vegas quattro sere a settimana.
È apparso in due episodi di Kevin Hill. L'album di debutto di Brady è stato pubblicato il 16 settembre 2008. La versione di Brady di "A Change is Gonna Come", di Sam Cooke, gli è valsa una segnalazione ai Grammy Award nella categoria Best Traditional R &amp; B Vocal Performance.
Brady ha iniziato a condurre una versione aggiornata del programma televisivo Let's Make a Deal per la CBS nell'ottobre 2009, che è stato registrato al Tropicana Resort and Casino di Las Vegas e attualmente registrato a Los Angeles. Lo spettacolo ha sostituito la soap opera Guiding Light, che ha concluso la sua lunga programmazione. Il conduttore iniziale di Let's Make a Deal era Monty Hall, che è stato consulente per il nuovo spettacolo fino alla sua morte avvenuta nel 2017. Drew Carey attualmente conduce The Price Is Right, e quindi, entrambi i game show nella programmazione giornaliera della CBS (a partire da settembre 2019) hanno la particolarità di essere condotti da un alunno di Whose Line Is It Anyway?
Brady è apparso insieme al presentatore di Let's Make a Deal, Jonathan Mangum, in due episodi di Fast and Loose, una serie di improvvisazione su BBC2 condotta da Hugh Dennis, nel gennaio 2011. Poi, con Holly Robinson Peete, ha co-condotto la 42ª edizione dei NAACP Image Awards il 4 marzo 2011.
Il 3 maggio 2011, è apparso in Dancing With The Stars come interprete principale in un tributo a James Brown, celebrando quello che sarebbe stato il 78º compleanno di Brown nel segmento di Macy's Stars of Dance. È stato anche ospite speciale di Improv-A-Ganza di Drew Carey su GSN.
Brady ha interpretando un cameo nella canzone "Dedication To My Ex (Miss That)" di Lloyd con Lil Wayne e André 3000, narrando la sezione della canzone di Lil Wayne. È apparso come guest star speciale nell'episodio del 14 marzo 2012 della serie TV Psych.
Ha recitato nella serie comica improvvisata della ABC del 2012 Trust Us with Your Life, ed è tornato per la ripresa di Whose Line Is It Anyway? nell'estate del 2013.
Ha recitato nel ruolo di Don nell'episodio di Phineas e Ferb, "Where's Pinky?", il 7 giugno 2013 e per una settimana, dal 9 al 13 febbraio 2015, ha condotto The Late Late Show sulla CBS.
Nel novembre 2015, ha sostituito Billy Porter nel ruolo di Lola in Kinky Boots a Broadway fino al marzo 2016.
Brady ha assunto il ruolo principale di Aaron Burr nella produzione del PrivateBank Theatre di Hamilton a Chicago, dal 17 gennaio al 9 aprile 2017.
Nel 2018, Brady ha assunto un ruolo ricorrente nel dramma di fantascienza Colony come Everett Kynes, l'amministratore della colonia di Seattle e creatore di un algoritmo utilizzato per l'ordinamento e l'identificazione delle persone.
Il 29 aprile 2018, Brady ha vinto il Daytime Emmy Award per Outstanding Game Show Host per Let's Make A Deal per la prima volta, dopo sette candidature.
Nel novembre 2018, Brady ha iniziato a fare apparizioni nella parte del Dr.Reese Buckingham in Beautiful.
Il 10 ottobre 2019 è stato presentato in un documentario YouTube di 30 minuti, creato da SoulPancake in collaborazione con Funny or Die, in cui diversi comici discutevano della salute mentale chiamata Laughing Matters.
Il 18 dicembre 2019, è stato il vincitore della stagione 2 di The Masked Singer.
A partire dal 2020, Brady interpreta un ruolo ricorrente durante la terza stagione della serie drammatica sui supereroi della CW. Black Lightning nel personaggio DC Comics Tyson Sykes/Gravedigger.

### Vita privata

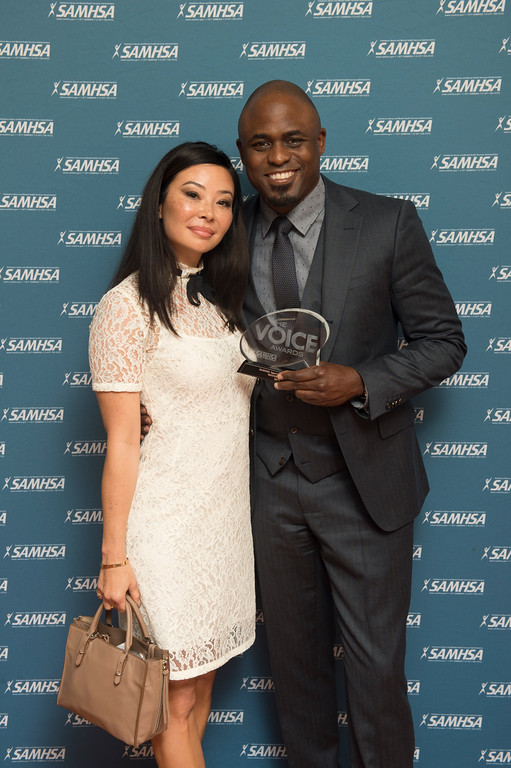
Brady e Taketa nel 2015

Brady è stato sposato due volte. Si è sposato con Diana Lasso il 31 dicembre 1993 e hanno divorziato il 21 settembre 1995. Il 3 aprile 1999 ha sposato la ballerina Mandie Taketa e assieme hanno avuto una figlia di nome Maile Masako Brady, nata il 3 febbraio 2003. Brady e Taketa si sono separati il 5 aprile 2006 e Taketa ha chiesto il divorzio il 2 luglio 2007.
Nel 2007, Brady è diventato un sostenitore ufficiale della Fondazione per l'infanzia Ronald McDonald ed è membro del suo consiglio delle celebrità, gli Amici di RMHC.
Nel 2013 Bill Maher ha paragonato Brady al presidente Barack Obama, in quanto entrambi presumibilmente "non sono abbastanza neri". Brady ha contestato questa affermazione, suggerendo che Maher dovrebbe "stare attento quando [fa] affermazioni del genere" perché permetterà ai suoi spettatori di fare le stesse ipotesi stereotipate sui neri.
Da bambino aveva sviluppato una balbuzie e ciò lo portò ad essere vittima di bullismo da parte di altri bambini, il che gli causò molta ansia.
Brady ha sofferto di disturbo depressivo. Al suo 42º compleanno, ha avuto un esaurimento nervoso e in seguito ha detto che Taketa lo ha aiutato a riprendersi.
Nell'agosto 2023 ha fatto coming out, dichiarandosi pansessuale.

## Filmografia

### Cinema
- Le ragazze della Terra sono facili (Earth Girls Are Easy), regia di Julien Temple (1988)
- Roll Bounce, regia di Malcolm D. Lee (2005)

### Televisione
- Superboy – serie TV, episodio 3x07 (1990)
- Io volerò via (I'll Fly Away) – serie TV, episodi 2x15-2x16 (1993)
- L'ispettore Tibbs (In the Heat of the Night) – serie TV, episodi 7x02-7x03 (1993)
- Clarissa (Clarissa Explains It All) – serie TV, episodio 5x03 (1993)
- The Drew Carey Show – serie TV, episodi 5x08 e 6x05 (1999-2000)
- Geppetto, regia di Tom Moore – film TV (2000)
- American Dreams – serie TV, episodio 1x18 (2003)
- La sfida di Jace (Going to the Mat), regia di Stuart Gillard – film TV (2004)
- Febbre d'amore (The Young and the Restless) – soap opera, episodio 1.7878 (2004)
- Reno 911! – serie TV, episodio 2x16 (2004)
- Stargate SG-1 – serie TV, episodio 8x13 (2005)
- Kevin Hill – serie TV, episodi 1x21-1x22 (2005)
- In dieci sotto un tetto (I Do, They Don't), regia di Steven Robman – film TV (2005)
- Sesamo apriti (Sesame Street) – sketch comedy, episodio 37x22 (2006)
- Girlfriends – serie TV, 4 episodi (2006)
- Tutti odiano Chris (Everybody Hates Chris) – serie TV, episodi 2x08, 3x11 (2006-2008)
- How I Met Your Mother – serie TV, 13 episodi (2006-2014)
- 30 Rock – serie TV, episodio 1x16 (2007)
- Dirt – serie TV, episodio 1x05 (2007)
- Psych – serie TV, episodio 6x12 (2012)
- Baby Daddy – serie TV, episodio 2x02 (2013)
- Being Mary Jane – serie TV, episodio 1x04 (2014)
- Aftermath – serie TV, episodi 1x05-1x06 (2016)
- Colony – serie TV, 8 episodi (2018)
- Beautiful (The Bold and the Beautiful) – soap opera, 41 episodi (2018-2019)
- Black Lightning – serie TV, 4 episodi (2020)
- The Neighborhood – serie TV, episodi 2x22 e 3x02 (2020)
- Mixed-ish – serie TV, episodio 1x22 (2021)
- The Good Fight – serie TV, 6 episodi (2021-2022)
- American Gigolo – serie TV, 6 episodi (2022)

### Doppiaggi
- Batman of the Future (Batman Beyond) – serie animata, episodi 3x07-3x08 (2000)
- Stuart Little 3 - Un topolino nella foresta (Stuart Little 3: Call of the Wild), regia di Audu Paden (2004)
- Higglytown Heroes - 4 piccoli eroi (Higglytown Heroes) – serie animata, 4 episodi (2006)
- Robot Chicken – serie animata, episodio 2x11 (2006)
- Foodfight!, regia di Lawrence Kasanoff (2012)
- American Dad! – serie animata, 3 episodi (2013)
- Scooby-Doo e il palcoscenico stregato (Scooby-Doo! Stage Fright), regia di Victor Cook (2013)
- The Problem Solverz – serie animata, episodio 2x04 (2013)
- Phineas e Ferb (Phineas and Ferb) – serie animata, episodi 4x07, 4x24 (2013-2014)
- Sofia la principessa (Sofia the First) – serie animata, 42 episodi (2013-2018)
- La legge di Milo Murphy (Milo Murphy's Law) – serie animata, episodio 1x03 (2016)
- A casa dei Loud (The Loud House) – serie animata, 19 episodi (2016-2022)
- La serie di Cuphead - serie animate (2022)
- Phineas e Ferb: Il film - Candace contro l'Universo (Phineas and Ferb the Movie: Candace Against the Universe), regia di Bob Bowen (2020)

## Programmi televisivi
- Whose Line Is It Anyway? UK (1998)
- Whose Line Is It Anyway? US (1998-in corso)
- Miss America (2002)
- Chappelle's Show (2004)
- Don't Forget the Lyrics! (2007-2009)
- Let's Make a Deal (2009-in corso)
- WWE Raw (2010)
- RuPaul's Drag Race (2011)
- Trust Us with Your Life (2012)
- So You Think You Can Dance (2012-2014)
- Real Husbands of Hollywood (2013)
- The Masked Singer (2019-2020)
- Dancing with the Stars (2022)
- American Music Awards (2023)

## Teatro
- Chicago (Ambassador Theatre, 2004)[34]
- Rent (Hollywood Bowl, 2010)[35]
- Kiss Me, Kate (Pasadena Playhouse, 2014)
- Kinky Boots (Al Hirschfeld Theatre, 2015-2018)[36]
- Merrily We Roll Along (Annenberg Center, 2016)
- Hamilton (CIBC Theatre, 2017)[37]
- Kinky Boots (Hollywood Bowl, 2022)
- The Wiz (Pantages Theatre, 2024)

## Doppiatori italiani
Nelle versioni in italiano delle opere in cui ha recitato, Wayne Brady è stato doppiato da:
- Fabrizio Vidale in Beautiful
- Giorgio Bonino in How I Met Your Mother
- Gianfranco Miranda in Psych
- Massimo Corvo in Geppetto
- Massimiliano Plinio in Colony
- Alberto Angrisano in American Gigolo
- Massimo Bitossi in The Good Fight

Da doppiatore è stato sostituito da:
- Christian Iansante in La Serie di Cuphead[38]
- Fabrizio Vidale in Phineas e Ferb, Phineas e Ferb - Il film, Sofia la principessa
- Walter Rivetti in A casa dei Loud
- Alberto Bognanni in Scooby-Doo e il palcoscenico stregato
- Lino Pannofino in Stuart Little 3